# Абу Али аль-Фариси
Абу́ Али́ аль-Фа́риси (араб. أبو علي الفارسي‎; 901—987) — один из самых известных и плодовитых арабских грамматистов X века, лексикограф и чтец Корана.
Его полное имя: Абу Али аль-Хасан ибн Ахмад ибн Абд аль-Гаффар аль-Фариси аль-Фасави (араб. أبو علي الحسن بن أحمد بن عبد الغفار الفارسي الفسوي‎).
Аль-Фариси родился в 901 году в городе Феса (совр. Иран) в семье перса и арабки из рода бану садус. В 919 году переехал в Багдад, обучался у аль-Ахфаша аль-Асгара, Ибн Дурайда, аз-Заджжаджи, Мабрамана, Абу Бакра ибн ас-Сарраджа. После Багдада жил в Триполи, затем Алеппо (с 952), стал приближённым хамданида Сайф ад-Даулы. Затем вернулся в Персию, где стал приближённым и учителем бувейхида Адуд ад-Даулы, которому написал книгу «аль-Идах». Адуд ад-Даула говорил: «Я слуга (гулям) Абу Али (аль-Фариси) в грамматике и ар-Рази в астрономии».
Учениками аль-Фариси были Ибн Хаукал, Ибн Джинни и Али ибн Иса ар-Раба’и. Он является автором множества трудов, в которых прослеживается мутазилитская идеология. Абу Али умер в Багдаде в месяце раби аль-авваль 377 года по хиджре (987 год).